# Goula (langue)
Pour les articles homonymes, voir Gula (homonymie) et kcm.
Le goula (ou kara) est une langue nilo-saharienne de la branche des langues soudaniques centrales parlée en République centrafricaine dans une région traditionnellement appelée le Dar Goula (le  « pays Goula ») et aujourd'hui située dans la préfecture de Vakaga.
La langue est également parlée au Soudan du Sud, dans la province occidentale du Bahr el-Ghazal et au Soudan, dans la région de Kafia Kingi.

## Classification
Le goula est une langue nilo-saharienne classée dans le sous-groupe bongo-bagirmi, rattaché aux langues soudaniques centrales.

## Les parlers goula
Le goula est la langue de plusieurs populations en République centrafricaine, les málū, les mɛ́lɛ́, les mɔtɔ mār, les mērē et les zúrā, tous proches géographiquement.
Le goula compte six dialectes qui utilisent trois ou quatre tons.
En dehors de cet ensemble le koto est un autre parler du Dar el Kuti. Les Kara vivent au Soudan du Sud et un dernier groupe, les Gele vivent dans le Dar Fongoro, à la frontière du Tchad et du Soudan du Sud. Mais ces derniers semblent abandonner la langue au profit du four.

## Phonologie
Les tableaux présentent les voyelles et les consonnes du goula.

### Voyelles
|         | Antérieure | Centrale | Postérieure |
| ------- | ---------- | -------- | ----------- |
| Fermée  | i [i]      |          | u [u]       |
| Moyenne | e [e]      | ʌ [ʌ]    | o [o]       |
| Ouverte | ɛ [ɛ]      | a [a]    | ɔ [ɔ]       |

### Consonnes
|              |              | Labiales | Dentales | Rétrofl. | Dorsales | Dorsales | Dorsales | Glottales |
| ------------ | ------------ | -------- | -------- | -------- | -------- | -------- | -------- | --------- |
| Palatales    | Vélaires     | Labiales | Dentales | Rétrofl. | Labio.   |          |          | Glottales |
| Occlusives   | Sourde       | p [p]    | t [t]    | ʈ [ʈ]    |          | k [k]    | kp [k͡p]  | ʔ [ʔ]     |
| Occlusives   | Sonore       | b [b]    | d [d]    | ɖ [ɖ]    |          | g [g]    | gb [g͡b]  |           |
| Occlusives   | Implosive    | ɓ [ɓ]    | ɗ [ɗ]    |          |          |          |          |           |
| Occlusives   | Prénasale    | mb [m͡b]  | nd [n͡d]  | nɖ [n͡ɖ]  |          | ng [ŋ͡g]  | ngb [ŋ͡b] |           |
| Fricative    | Sourde       | f [f]    | s [s]    |          |          |          |          | h [h]     |
| Fricative    | Sonore       | v [v]    | z [z]    |          |          |          |          |           |
| Fricative    | Prénasale    | mv [m͡v]  | nz [n͡z]  |          |          |          |          |           |
| Affriquée    | Sourde       |          |          |          | c [t͡ʃ]   |          |          |           |
| Affriquée    | Sonore       |          |          |          | j [d͡ʒ]   |          |          |           |
| Affriquée    | Prénasale    |          |          |          | nj [n͡dʒ] |          |          |           |
| Nasale       | Nasale       | m [m]    | n [n]    |          | ɲ [ɲ]    | ŋ [ŋ]    |          |           |
| liquide      | liquide      |          | l [l]    | ɭ [ɭ]    |          |          |          |           |
| Roulée       | Roulée       | ⱱ [ⱱ]    | r [r]    |          |          |          |          |           |
| Semi-voyelle | Semi-voyelle | w [w]    |          |          | y [j]    |          |          |           |

### Unelangue tonale
Le koto compte quatre registres, haut, moyen et bas et un registre infra-bas réalisé dans la zone des basses fréquences. Le sara, le mere et le zura n'ont que trois tons et ne possèdent pas le registre infra-bas.
Les registres apparaissent combinés dans les dissyllabes, par exemple en koto:
| Ton                 | Exemple | Traduction                    |
| ------------------- | ------- | ----------------------------- |
| infra bas-infra-bas | ɖə̀      | dessus de quelque chose, tête |
| haut-infra bas      | dúkùl   | marmite                       |
| infra bas-bas       | ɓɔ̀k     | forêt                         |
| bas-moyen           | kùsɛl   | porc-épic                     |
| infra bas-haut      | mə̀ká    | six                           |

## Sources
- Nougayrol, Pierre, Les parlers gula. Centrafrique, Soudan, Tchad. Grammaire et lexique, Sciences du langage, Paris, CNRS ÉDITIONS, 1999  (ISBN 2-271-05639-X)